# 충주 원평리 석조여래입상
충주 원평리 석조여래입상(忠州 院坪里 石造如來立像)은 충청북도 충주시 신니면 원평리에 있는 석불이다. 1976년 12월 21일 충청북도의 유형문화재 제18호로 지정되었다.

## 개요
연꽃이 새겨진 대좌(臺座) 위에 8각형의 넓은 갓을 쓰고 서 있는 거대한 석불이다.
머리 위에는 상투 모양의 큼직한 머리묶음이 있으며, 얼굴은 이목구비가 뚜렷하고 풍만한 얼굴이다. 양감 넘치는 어깨와 당당한 하체, 양 어깨를 감싸고 있는 묵중한 옷은 불상의 격을 높여 주고 있다.
고려시대 경기·충청 일대에서 유행하던 석불입상의 형식을 잘 따르고 있는 이 불상은 조각수법이 뛰어나서 당시의 대표적인 작품으로 추정된다.

## 사진

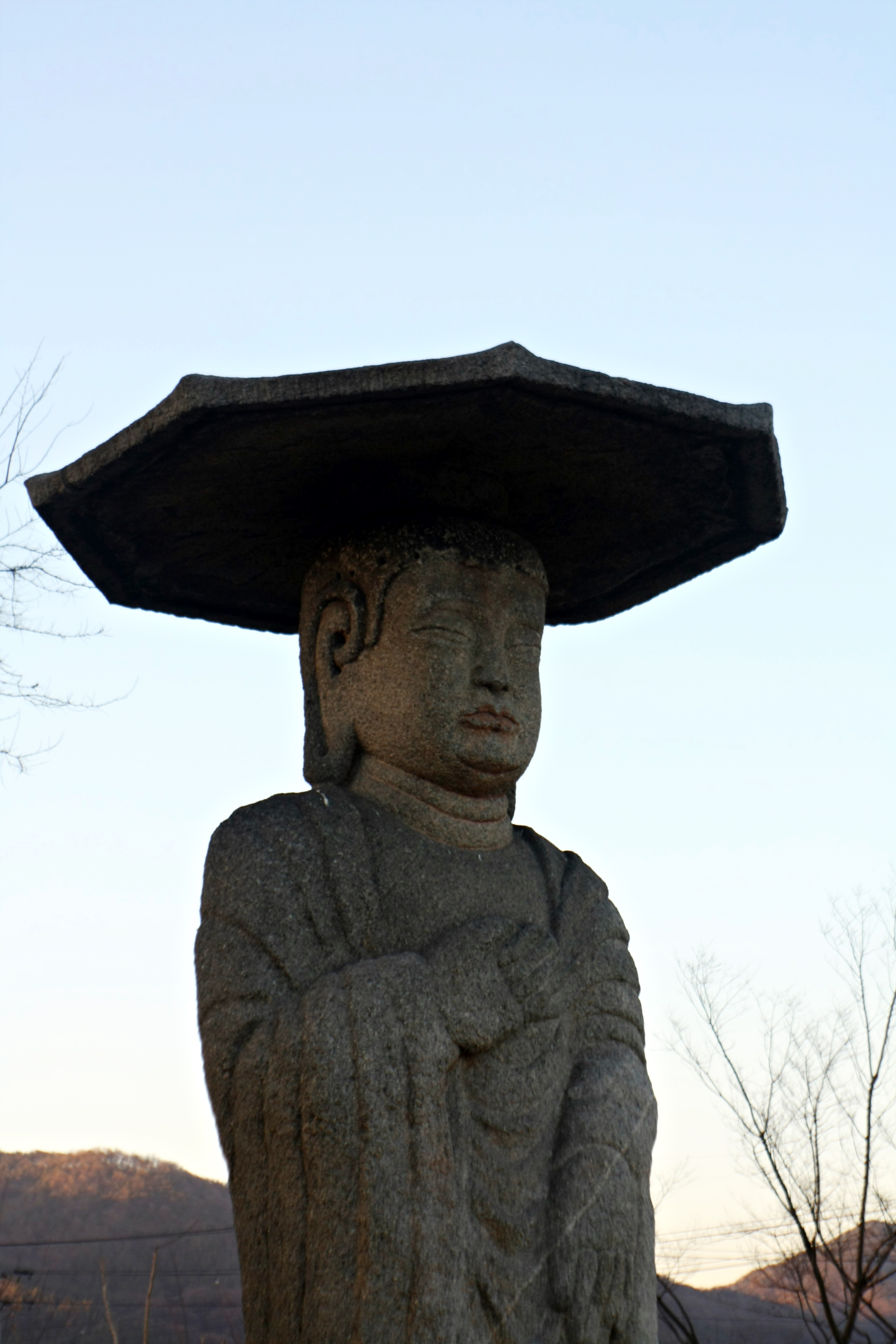
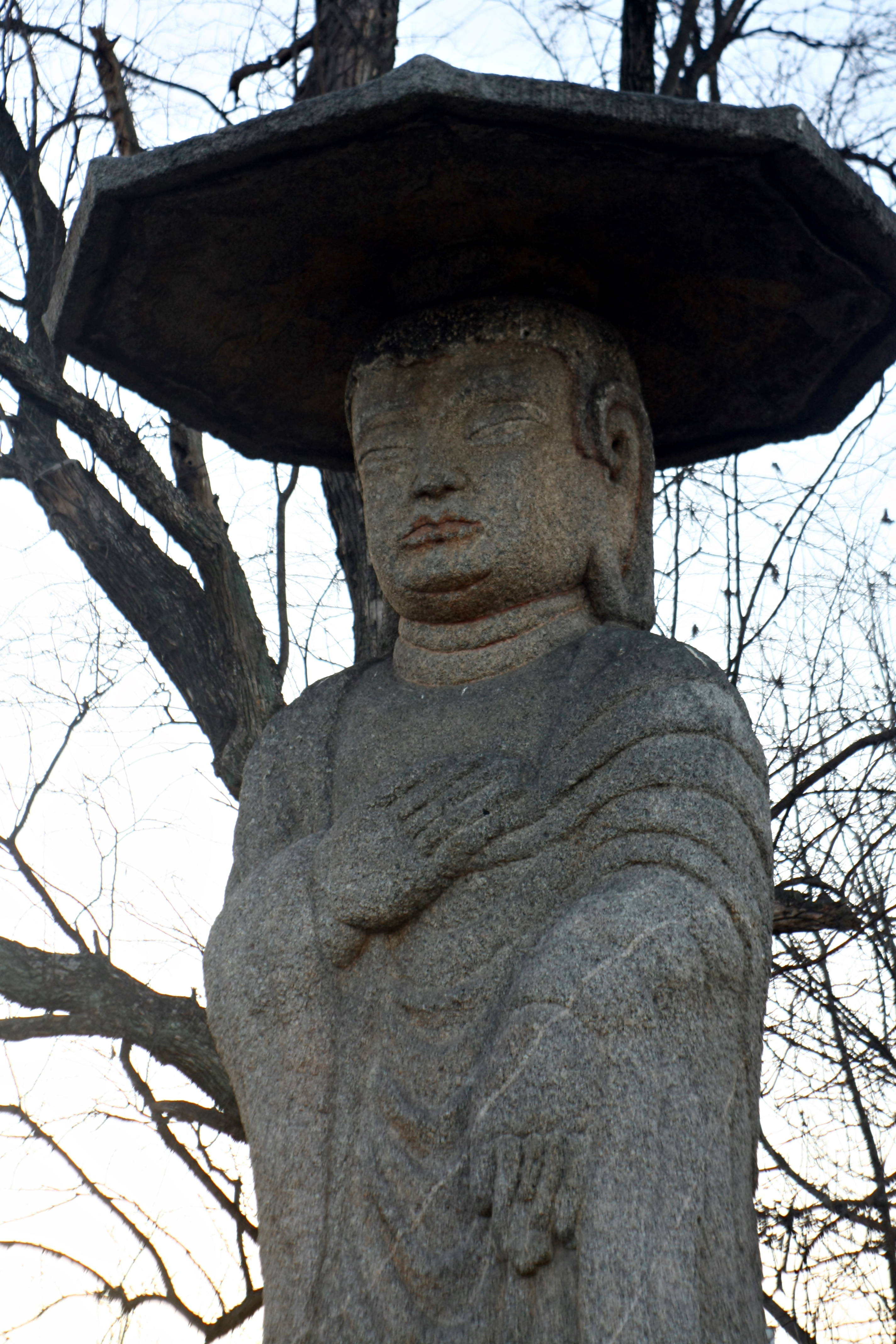
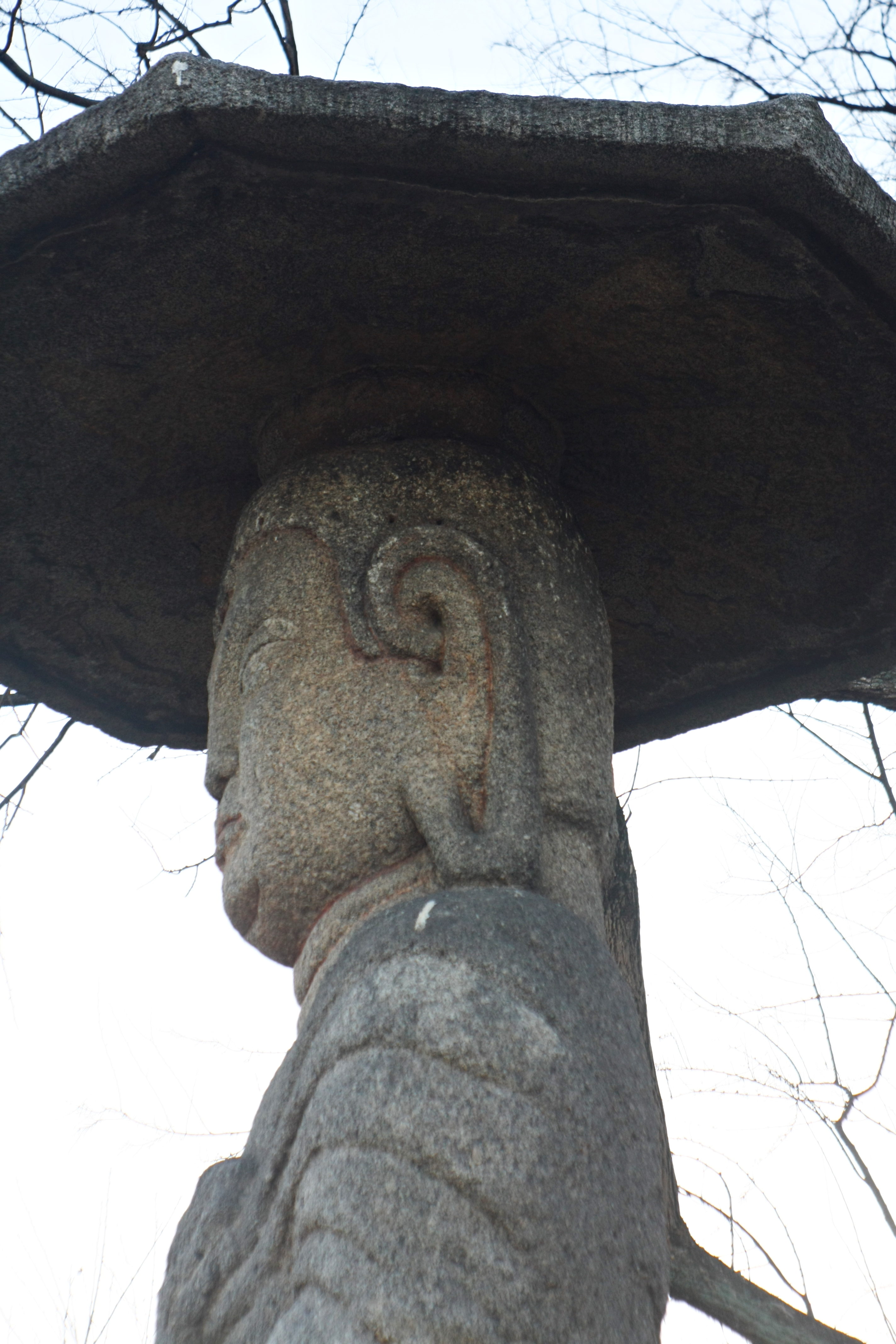
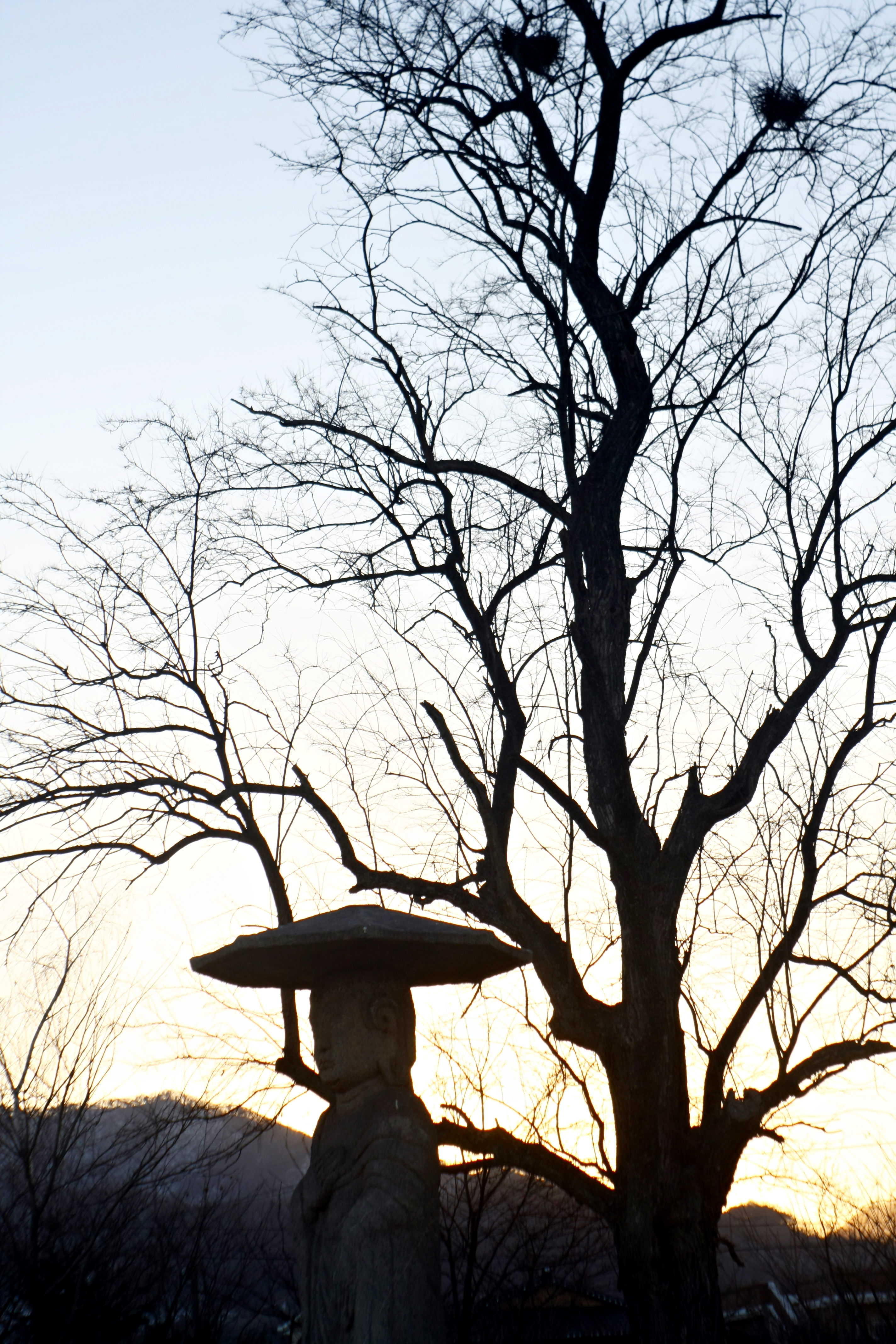

## 참고 자료
- 충주 원평리 석조여래입상 - 국가유산청 국가유산포털